# Szkoła Nauk Politycznych w Wilnie
Szkoła Nauk Politycznych w Wilnie – polska wyższa szkoła, utrzymywana przez Instytut Naukowo-Badawczy Europy Wschodniej.
Pierwszym dyrektorem Szkoły był w latach 1930-31 Janusz Jędrzejewicz, następnie Władysław Wielhorski.

## Profesorowie
- Władysław Wielhorski
- Stanisław Swianiewicz
- Marian Zdziechowski

## Działalność studentów
Przy szkole działaly korporacje Orientia, Brygadia i prawdopodobnie Tataria.